# Църквище (Арачиново)
Църквище (на македонска литературна норма: Църквиште) е късноантичен религиозен обект, чиито руини са открити край скопското село Арачиново, Северна Македония.

## Местоположение
Намира се на 1,5 km или 3 km североизточно от Арачиново.

## Описание
Основите на сградата са открити в 1955/1956 година. На повърхността има и части от каменна пластика, мраморни блокове, основи и строителен материал. Според Виктор Лилчич това е раннохристиянска църква, а според Димче Коцо – храм светилище от Римско време.